# لامار (ایندیانا)
لامار (به انگلیسی: Lamar) یک منطقهٔ مسکونی در ایالات متحده آمریکا است که در Clay Township واقع شده‌است. لامار ۱۲۶ متر بالاتر از سطح دریا واقع شده‌است.